# 507 км (зупинний пункт)
507 кіломе́тр — пасажирський залізничний зупинний пункт Конотопської дирекції Південно-Західної залізниці на лінії Зернове — Конотоп.
Розташований за кілька кілометрів від селища Прогрес Середино-Будського району Сумської області між станціями Зернове (5 км) та Хутір-Михайлівський (12 км).
Станом на початок 2018 рік на платформі не зупиняються електропоїзди.